# Australentulus intermedius
Australentulus intermedius är en urinsektsart som beskrevs av Sören Ludvig Paul Tuxen 1967. Australentulus intermedius ingår i släktet Australentulus och familjen lönntrevfotingar. Inga underarter finns listade.